# Gymnocalycium robustum
Gymnocalycium robustum là một loài thực vật có hoa trong họ Cactaceae. Loài này được R.Kiesling, O.Ferrari & Metzing mô tả khoa học đầu tiên năm 2002.